# Zelia argentosa
Zelia argentosa là một loài ruồi trong họ Tachinidae.